# Gąsawa (gmina)
Gąsawa – gmina miejsko-wiejska w województwie kujawsko-pomorskim, w powiecie żnińskim. Siedziba miasta i gminy to Gąsawa.
W latach 1975–1998 gmina położona była w województwie bydgoskim. 15 stycznia 1976 do gminy Gąsawa włączono sołectwa Gogółkowo i Annowo-Wiktorowo z gminy Żnin.
Według danych z 30 czerwca 2004 gminę zamieszkiwało 5209 osób.

## Struktura powierzchni
Według danych z roku 2002 gmina Gąsawa ma obszar 135,7 km², w tym:
- użytki rolne: 65%
- użytki leśne: 24%

Gmina stanowi 13,78% powierzchni powiatu.

## Demografia

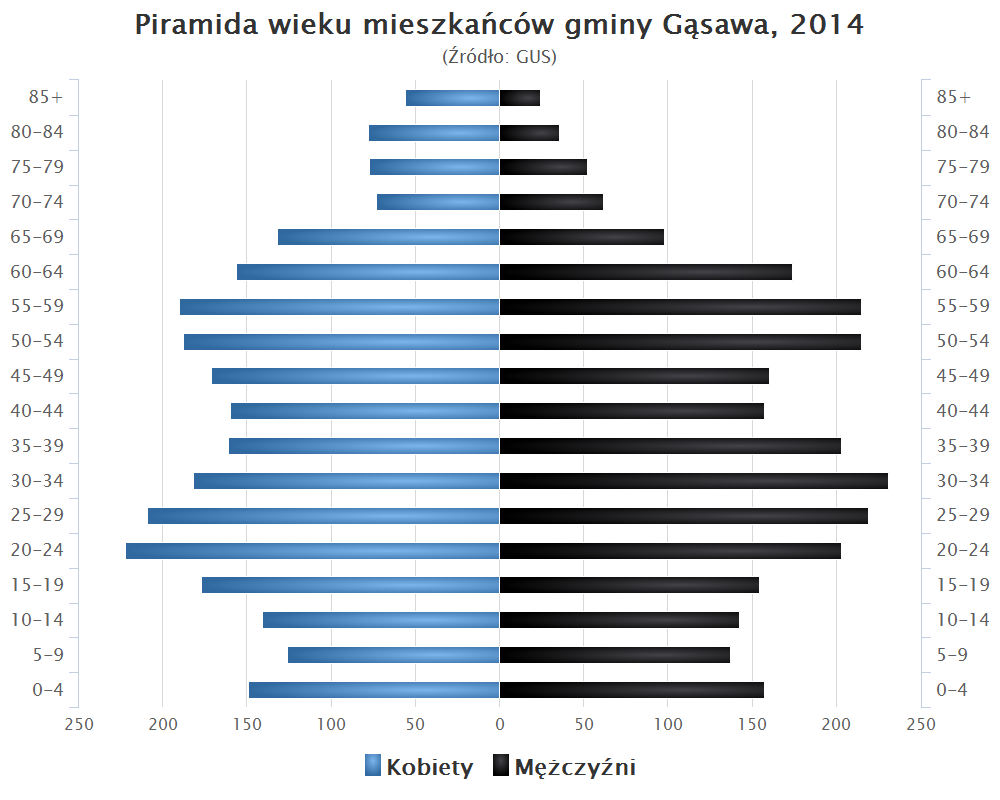
Piramida wieku mieszkańców gminy Gąsawa w 2014 roku

Dane z 30 czerwca 2004:
| Opis                              | Ogółem | Ogółem | Kobiety | Kobiety | Mężczyźni | Mężczyźni |
| --------------------------------- | ------ | ------ | ------- | ------- | --------- | --------- |
| jednostka                         | osób   | %      | osób    | %       | osób      | %         |
| populacja                         | 5261   | 100    | 2657    | 50,5    | 2604      | 49,5      |
| gęstość zaludnienia (mieszk./km²) | 38,4   | 38,4   | 19,3    | 19,3    | 19        | 19        |

## Zabytki
Wykaz zarejestrowanych zabytków nieruchomych na terenie gminy:
- zespół dworski z trzeciego ćwierćwiecza XIX w. w Chomiąży Szlacheckiej, obejmujący: dwór; stajnię; park, nr A/287/1-3 z 23.10.1991 roku
- drewniany kościół parafii pod wezwaniem św. Mikołaja z 1674 roku w Gąsawie, nr 280 z 14.03.1933 roku
- dwór z początku XX w. w Gogółkowie, nr A/426/1 z 21.10.1994 roku
- cegielnia, obecnie drewniany tartak z końca XIX w. w Gogółkowie, nr A/459/1 z 25.10.1995 roku
- dwór z 1926 roku w Łysininie, nr A/250 z 10.12.1990 roku
- zespół dworski z końca XIX w. w Marcinkowie Dolnym, obejmujący: dwór; park; chlewnię z 1927; rządcówkę z 1904; dom ogrodnika z 1927; metalowy wiatrak do pompowania wody z 1934, nr 148/A z 15.06.1985 roku
- zespół dworski z początku XIX w. w Marcinkowie Górnym, obejmujący: dwór; park; dwie oficyny; oficyna, tzw. domek, z połowy XIX w., nr A/226/1-4 z 10.06.1987 roku
- zespół pałacowy z połowy XIX w. w miejscowości Obudno, obejmujący: pałac; park, nr 147/A z 15.06.1983 roku
- zespół kościelny parafii pod wezwaniem św. Marii Magdaleny w Ryszewku, obejmujący: drewniany kościół z drugiej połowy XVIII w.; drewnianą dzwonnicę, nr AK I-11a/282/33 z 14.03.1933 roku
- Rezerwat archeologiczny w Biskupinie.

## Atrakcje turystyczne
- Żninska kolejka wąskotorowa
- Pomnik księcia Leszka Białego w Marcinkowie Górnym

### Szlaki turystyczne
Przez gminę Gąsawa, wzdłuż jej najatrakcyjniejszych terenów, biegną cztery szlaki turystyczne:
- Szlak Piastowski – szlak kołowy, na terenie gminy na trasie szlaku leżą takie miejscowości jak Biskupin, Gąsawa i Marcinkowo Górne,
- Szlak czerwony (zwany również „Piastowskim”) – szlak pieszy, biegnący w gminie od Biskupina przez Marcinkowo Dolne w kierunku Rogowa,
- Szlak niebieski „Pałucki” – szlak pieszy, wzdłuż którego leżą takie miejscowości jak Gąsawa, Oćwieka, Chomiąża Szlachecka, Pniewy i Wiktorowo
- Szlak żółty „Leszka Białego” – szlak pieszy, którego trasa biegnie od Biskupina przez Marcinkowo Górne, Szelejewo, Oćwiekę i miejscowość Bełki a dalej w kierunku Mogilna.

## Zasoby przyrodnicze
Zasoby przyrodnicze związane są głównie z Obszarem Chronionego Krajobrazu Jezior Żnińskich. Zajmuje on 28% powierzchni gminy, na której występuje bogactwo krajobrazów, które tworzą:
- dwa ciągi, atrakcyjnych dla celów rekreacyjnych, jezior rynnowych rynny żnińskiej i foluskiej;
- zbiorowiska leśne mają duże znaczenie rekreacyjne, gdyż towarzyszą najatrakcyjniejszym w gminie jeziorom;
- urozmaicona rzeźba polodowcowa – rynny jezior, dolinki małych cieków, sandry;
- rezerwat przyrody Źródła Gąsawki
- pomniki przyrody w postaci rzadkich okazów drzew.

W 2012 roku ustanowiono pomnikiem przyrody aleję przydrożną pomiędzy Marcinkowem Górnym a Biskupinem. W jej skład wchodzą 53 sztuki lip drobnolistnych o obwodach od 126 do 252 cm.

## Miasto
Gąsawa

## Sołectwa
Szelejewo, Ryszewko, Głowy, Oćwieka, Drewno, Obudno, Chomiąża Szlachecka, Komratowo, Łysinin, Godawy, Biskupin, Gogółkowo, Nowawieś Pałucka, Marcinkowo Górne (osada), Marcinkowo Dolne, Laski Wielkie, Laski Małe, Annowo, Wiktorowo, Piastowo, Rozalinowo, Pniewy, Ostrówce.

## Pozostałe miejscowości
Folusz, Łysinin (osada leśna), Oćwieka (osada leśna), Pniewy (osada leśna).

## Sąsiednie gminy
Dąbrowa, Mogilno, Rogowo, Żnin.